# Loch Druim a'Chliabhain
Loch Druim a'Chliabhain är en sjö i Storbritannien.   Den ligger i kommunen Highland och riksdelen Skottland, i den norra delen av landet, 800 km norr om huvudstaden London. Loch Druim a'Chliabhain ligger 232 meter över havet.  Trakten runt Loch Druim a'Chliabhain består i huvudsak av gräsmarker.